# Каде, Жан
Жан Каде (фр. Jean (Henri, Georges) Cadet, 15 октября 1942 года) — Чрезвычайный и Полномочный Посол Франции в России с 2003 года по 2006 год. Имеет диплом Института политических наук Парижа (1968 год), выпускник Национальной школы администрации при премьер-министре Франции, выпуск имени Шарля де Голля (1972)

## Биография

### Учёба
- 1967 — 1968 год — учёба в Институте политических наук города Парижа, диплом по секции «Государственная служба»
- 1969 — 1970 год — учёба на подготовительном отделении для поступления в Национальную школу администрации
- 1970 — 1972 год — учёба в Национальной школе администрации при премьер-министре Франции, выпуск имени Шарля де Голля

### Профессиональная карьера
- 1972 год — 1978 год — после окончания ЭНА работал в центральной администрации министерства экономики, бюджета и финансов Франции, занимался экономическими и финансовыми, затем правовыми вопросами.
- С 27 сентября 2006 года по настоящее время — декретом президента Франции по представлению министра экономики и финансов назначен старшим советником в Счётную палату Франции[2]

### Дипломатическая карьера
- В 1978 году начал дипломатическую карьеру, перейдя на работу в Министерство иностранных дел Франции
- 1978 год — 1982 год — второй советник в постоянном представительстве Франции при Европейских сообществах в Брюсселе
- 1982 год — 1984 год — первый советник посольства Франции в Абиджане
- 1985 — 1986 год — первый советник посольства Франции в Бонне (1984—1986)
- 1986 — 1992 год — Министр-посланник, заместитель постоянного представителя Франции в Европейских сообществах в Брюсселе
- 1992 — 1994 год — Чрезвычайный и полномочный посол Франции в Греции
- 1995 — 1997 год — генеральный секретарь Межведомственного комитета по вопросам европейского экономического сотрудничества,
- 1995 — 1997 год — параллельно работал в кабинете премьер-министра в качестве советника по европейским вопросам.
- 1997 — 2001 год — Чрезвычайный и полномочный посол в Австрии
- 1999 — 2003 год — Чрезвычайный и полномочный посол в ЮАР в Претории (с ноября 2001 г.) и в Мазеру, с резиденцией в Претории (с января 2002 г.).
- 2003 — 2006 год — Чрезвычайный и Полномочный Посол Франции в России

## Почётные звания и награды
- Офицер ордена Почётного легиона с 17 апреля 2003 года [3]
- Офицер ордена «За заслуги» (Франция) с 15 мая 2009 года[4]

## Общественная деятельность
- Член общества дружбы «Русско-французский диалог» [5]